# Hans Urbatis
Hans Oskar Urbatis (* 10. August 1910 in Berlin; † 10. Januar 1981 ebenda) war ein deutscher Maler in der DDR.

## Leben und Werk
Urbatis absolvierte eine Lehre als Schildermaler und arbeitete, unterbrochen durch Zeiten der Arbeitslosigkeit während der Weltwirtschaftskrise, in seinem Beruf. Von 1941 bis 1943 hospitierte er in der Malklasse von Maximilian Klewer an der Hochschule für bildende Künste in Berlin-Charlottenburg. Nach der Teilnahme am Zweiten Weltkrieg und der Entlassung aus der Kriegsgefangenschaft betrieb er von 1945 bis 1950 in Berlin einen Kunst- und Antiquitätenhandel. Dann war er bis 1965 in der Werbung und im DDR-Außenhandel tätig. Für 1963 ist seine Position als stellvertretender Leiter der Handelsmission der DDR in Uruguay in Montevideo belegt.
Ab 1965 arbeitete Urbatis in Ostberlin als Mitglied des Verbandes Bildender Künstler der DDR freischaffend als Maler. Museen und Institutionen erwarben von ihm Bilder, so das heutige Potsdam-Museum und die Archenhold-Sternwarte (u. a. die Ölgemälde Venus, Landschaft auf einem fernen Stern und Kosmische Stationen).
Mindestens zwei Bilder Urbatis’, die von Institutionen erworben worden waren, befinden sich im Kunstarchiv Beeskow.

## Werke
- Selbstbildnis vor Atelierfenster (1949, Öl, 40 × 32 cm)[5]
- Angler im roten Boot (1970; Potsdam-Museum)[6]
- Eine Blume für Allende (1973, Öl, 70 × 90 cm)[7]